# Jan-Jöran Stenhagen
Jan-Jöran Stenhagen är en svensk pseudonym som står som författare till flera kriminalromaner om databrottslighet. Spekulationer om vem som kan dölja sig bakom namnet har utpekat Jan Freese. Andra spekulationer, bl.a. baserat på namnet, pekar ut författaren och universitetslektorn i Datateknik Tord Jöran Hallberg[källa behövs], verksam 1972-1997 vid Linköpings Universitet. Även professor Jacob Palme utpekades tidigt som medförfattare.